# FBC Casale ASD
Der F.B.C. Casale A.S.D. (offiziell: Football Club Casale Associazione Sportiva Dilettantistica, kurz F.B.C. Casale oder Casale) ist ein 1909 gegründeter italienischer Fußballverein aus der piemontesischen Stadt Casale Monferrato.
Die Vereinsfarbe ist schwarz, auf der Brust der Trikots befindet sich ein großer weißer Stern, was dem Klub auch seinen Spitznamen Nerostellati einbrachte. Die größten Rivalen der AS Casale sind die US Alessandria Calcio und die US Pro Vercelli.
Der größte Erfolg der Vereinsgeschichte ist der Gewinn der Italienischen Meisterschaft im Jahr 1914.

## Geschichte
Die Gründung des Vereins geht auf die jahrhundertelange Rivalität von Casale Monferrato mit dem nahe gelegenen Vercelli zurück. Nachdem die SG Pro Vercelli 1909 bereits ihre zweite italienische Fußball-Meisterschaft in Folge gefeiert hatte, beschloss man in Casale Monferrato, auch einen Fußballklub zu gründen. Als Vereinsfarbe wurde schwarz gewählt, als Gegenstück zu den weißen Löwen aus Vercelli.
Zu dieser Zeit wurde die Vorrunde der Meisterschaft noch in regionalen Gruppen ausgespielt. Ausgerechnet in der ligurisch-piemontesischen Regionalgruppe von Casale spielten mit Pro Vercelli, CFC Genua, Juventus und der AC Turin sowie Inter und der AC Mailand die stärksten italienischen Mannschaften dieser Zeit.
Nachdem die Mannschaft schrittweise aufgebaut und verstärkt wurde, qualifizierten sich die Nerostellati 1913/14 für die Schlussrunde der Meisterschaft. Dort setzte man sich dann mit acht Siegen und zwei Niederlagen aus zehn Spielen gegen Klubs wie Juventus Turin oder Inter Mailand durch. In den Endspielen um die Meisterschaft bezwang Casale dann mit 7:1 und 2:0 überlegen Lazio Rom und sicherte sich damit den ersten und bisher einzigen Scudetto der Vereinsgeschichte. Casale Monferrato wurde so, US Novese ausgenommen, die 1922 die Meisterschaft der FIGC gewonnen hatten, die kleinste Stadt Italiens, deren Verein die Italienische Meisterschaft gewinnen konnte.
Nach dem Ersten Weltkrieg blieb die AS Casale noch bis 1928 in der höchsten Spielklasse, danach stieg die piemontesische Mannschaft in die Serie B ab und schaffte als Meister der zweithöchsten Liga den direkten Wiederaufstieg in die höchste Spielklasse. Dort konnte man sich allerdings nicht lange halten und fiel 1935 bis in die dritte Liga zurück.
1973 schloss sich Casale mit Junior, einem weiteren Klub aus Casale Monferrato, zusammen und nannte sich bis 1979/80 Juniorcasale.
Nach zwei Jahren in der Serie C2 spielten die Nerostellati 2006/07 in der Serie D und qualifizierten sich in den Relegationsspielen wieder für die Serie C2. Nach einem erneuten Abstieg in die fünfthöchste Spielklasse gelang nach der Saison 2009/10 durch Siege in den Play-offs gegen ASD Albese Calcio und Virtus Entella die Rückkehr in die vierthöchste Spielklasse, inzwischen umbenannt in Lega Pro Seconda Divisione.

## Erfolge
- Italienische Meisterschaft: 1913/14
- Coppa Italia Dilettanti: 1998/99

## Ehemalige Spieler
- Luigi Barbesino
- Umberto Caligaris
- Junior Messias
- Eraldo Monzeglio
- Piero Operto
- Ercole Rabitti
- Amedeo Varese

## Ehemalige Trainer
- Ferenc Molnár
- Patrizio Sala